# آندونغ
آندونغ هي مدينة في كوريا الجنوبية، تتبع مقاطعة غيونغسانغ الشمالية، بلغ عدد سكانها 168,581 نسمة في 2015، تبلغ مساحتها 1,519 كيلومتر مربع، رمزها البريدي هو 760003–760944.

## المناخ
يظهر الجدول التالي التغييرات المناخية على مدار السنة لآندونغ:
| البيانات المناخية لـآندونغ                                                    | البيانات المناخية لـآندونغ | البيانات المناخية لـآندونغ | البيانات المناخية لـآندونغ | البيانات المناخية لـآندونغ | البيانات المناخية لـآندونغ | البيانات المناخية لـآندونغ | البيانات المناخية لـآندونغ | البيانات المناخية لـآندونغ | البيانات المناخية لـآندونغ | البيانات المناخية لـآندونغ | البيانات المناخية لـآندونغ | البيانات المناخية لـآندونغ | البيانات المناخية لـآندونغ |
| الشهر                                                                         | يناير                      | فبراير                     | مارس                       | أبريل                      | مايو                       | يونيو                      | يوليو                      | أغسطس                      | سبتمبر                     | أكتوبر                     | نوفمبر                     | ديسمبر                     | المعدل السنوي              |
| ----------------------------------------------------------------------------- | -------------------------- | -------------------------- | -------------------------- | -------------------------- | -------------------------- | -------------------------- | -------------------------- | -------------------------- | -------------------------- | -------------------------- | -------------------------- | -------------------------- | -------------------------- |
| الدرجة القصوى °م (°ف)                                                         | 13.2 (55.8)                | 21.3 (70.3)                | 25.5 (77.9)                | 32.1 (89.8)                | 35.1 (95.2)                | 35.7 (96.3)                | 37.6 (99.7)                | 38.0 (100.4)               | 34.8 (94.6)                | 29.0 (84.2)                | 25.1 (77.2)                | 17.0 (62.6)                | 38.0 (100.4)               |
| متوسط درجة الحرارة الكبرى °م (°ف)                                             | 3.6 (38.5)                 | 6.4 (43.5)                 | 11.8 (53.2)                | 19.4 (66.9)                | 24.2 (75.6)                | 27.4 (81.3)                | 29.0 (84.2)                | 29.8 (85.6)                | 25.5 (77.9)                | 20.3 (68.5)                | 12.8 (55.0)                | 6.0 (42.8)                 | 18.0 (64.4)                |
| المتوسط اليومي °م (°ف)                                                        | −2.2 (28.0)                | 0.2 (32.4)                 | 5.3 (41.5)                 | 12.2 (54.0)                | 17.4 (63.3)                | 21.4 (70.5)                | 24.3 (75.7)                | 24.8 (76.6)                | 19.8 (67.6)                | 13.2 (55.8)                | 6.1 (43.0)                 | 0.0 (32.0)                 | 11.9 (53.4)                |
| متوسط درجة الحرارة الصغرى °م (°ف)                                             | −7.4 (18.7)                | −5.3 (22.5)                | −0.5 (31.1)                | 5.2 (41.4)                 | 10.8 (51.4)                | 16.1 (61.0)                | 20.6 (69.1)                | 20.9 (69.6)                | 15.4 (59.7)                | 7.7 (45.9)                 | 0.6 (33.1)                 | −5.2 (22.6)                | 6.6 (43.9)                 |
| أدنى درجة حرارة °م (°ف)                                                       | −20.4 (−4.7)               | −18.6 (−1.5)               | −11.5 (11.3)               | −4.3 (24.3)                | 1.8 (35.2)                 | 6.1 (43.0)                 | 11.8 (53.2)                | 12.0 (53.6)                | 4.0 (39.2)                 | −4.2 (24.4)                | −11.8 (10.8)               | −16.0 (3.2)                | −20.4 (−4.7)               |
| الهطول مم (إنش)                                                               | 20.1 (0.79)                | 26.9 (1.06)                | 44.9 (1.77)                | 68.2 (2.69)                | 91.5 (3.60)                | 136.8 (5.39)               | 244.3 (9.62)               | 217.8 (8.57)               | 131.9 (5.19)               | 36.9 (1.45)                | 30.6 (1.20)                | 16.6 (0.65)                | 1٬066٫4 (41.98)            |
| متوسط أيام هطول الأمطار (≥ 0.1 mm)                                            | 5.3                        | 5.8                        | 7.4                        | 7.9                        | 9.2                        | 10.1                       | 14.1                       | 13.2                       | 9.5                        | 5.9                        | 6.2                        | 5.4                        | 100                        |
| متوسط الأيام المثلجة                                                          | 6.2                        | 3.9                        | 3.1                        | 0.2                        | 0.0                        | 0.0                        | 0.0                        | 0.0                        | 0.0                        | 0.0                        | 0.7                        | 4.0                        | 18.0                       |
| متوسط الرطوبة النسبية (%)                                                     | 61.6                       | 60.1                       | 59.8                       | 56.7                       | 63.0                       | 71.3                       | 79.3                       | 78.6                       | 77.8                       | 73.3                       | 68.8                       | 64.4                       | 67.9                       |
| ساعات سطوع الشمس الشهرية                                                      | 185.4                      | 183.0                      | 200.6                      | 218.7                      | 224.5                      | 190.4                      | 148.9                      | 167.1                      | 150.9                      | 181.7                      | 164.7                      | 177.8                      | 2٬193٫6                    |
| نسبة وصول أشعة الشمس                                                          | 59.9                       | 59.7                       | 54.1                       | 55.6                       | 51.4                       | 43.4                       | 33.4                       | 39.8                       | 40.5                       | 52.0                       | 53.5                       | 58.9                       | 49.3                       |
| المصدر: Korea Meteorological Administration (percent sunshine and snowy days) |                            |                            |                            |                            |                            |                            |                            |                            |                            |                            |                            |                            |                            |

## معرض صور

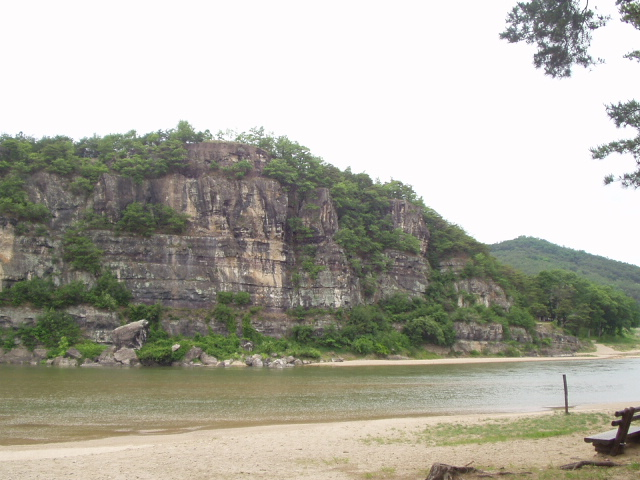
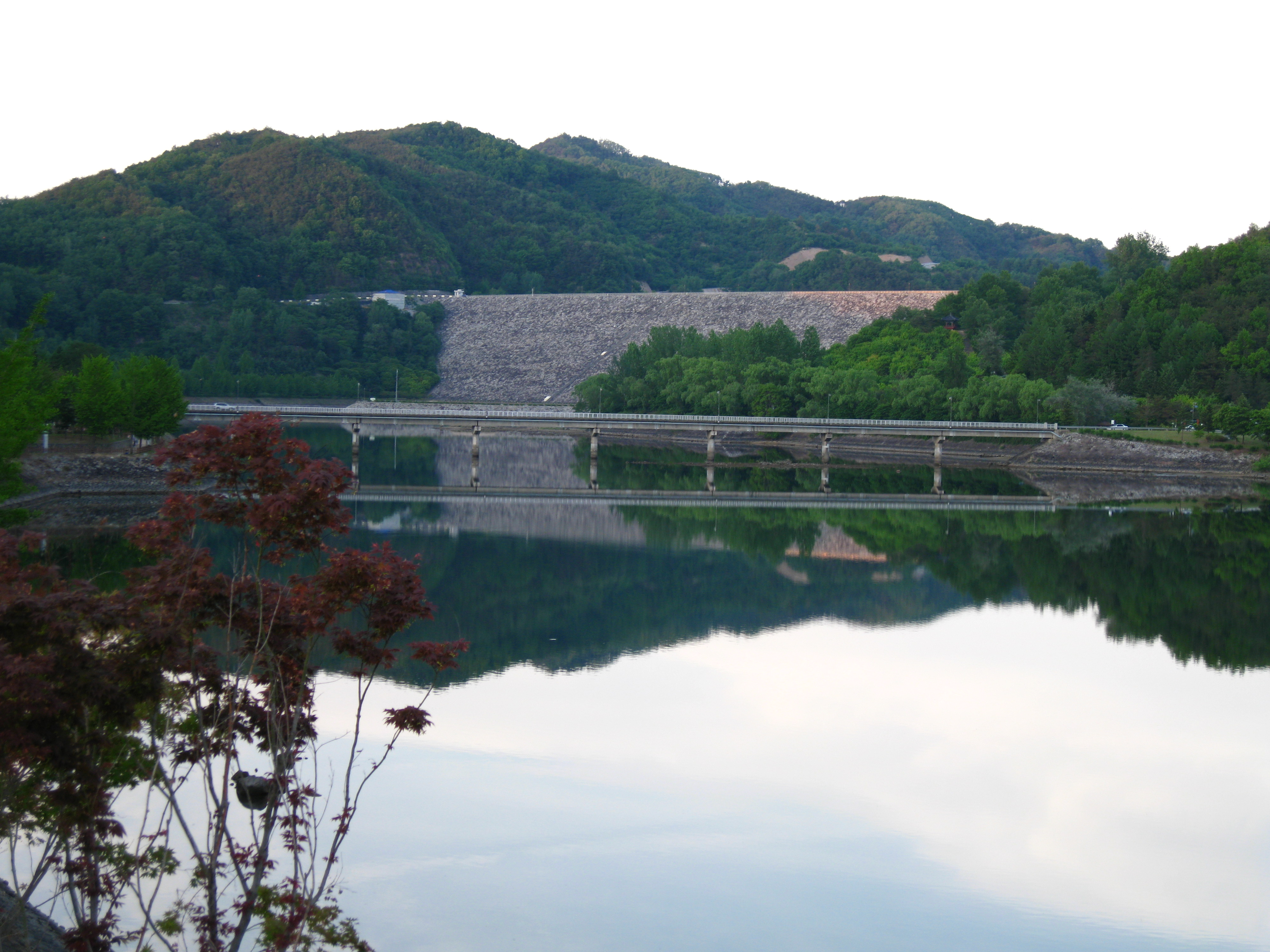
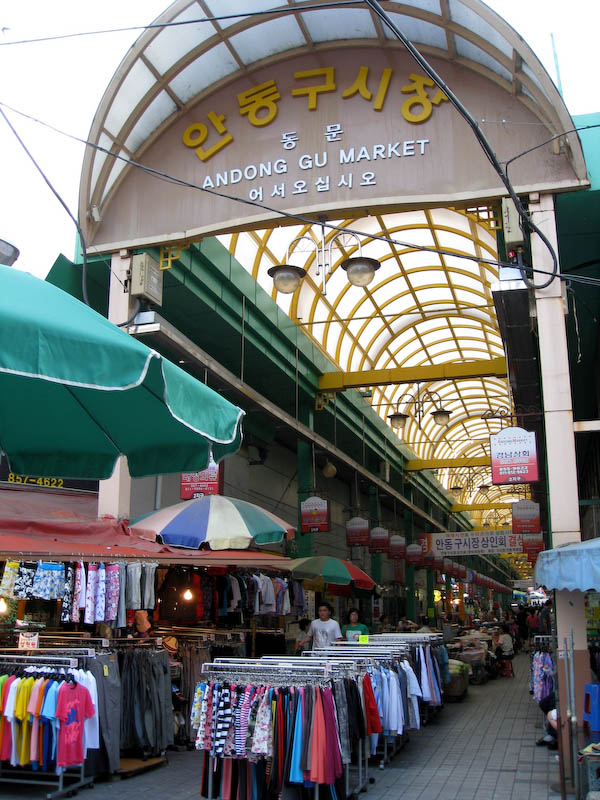
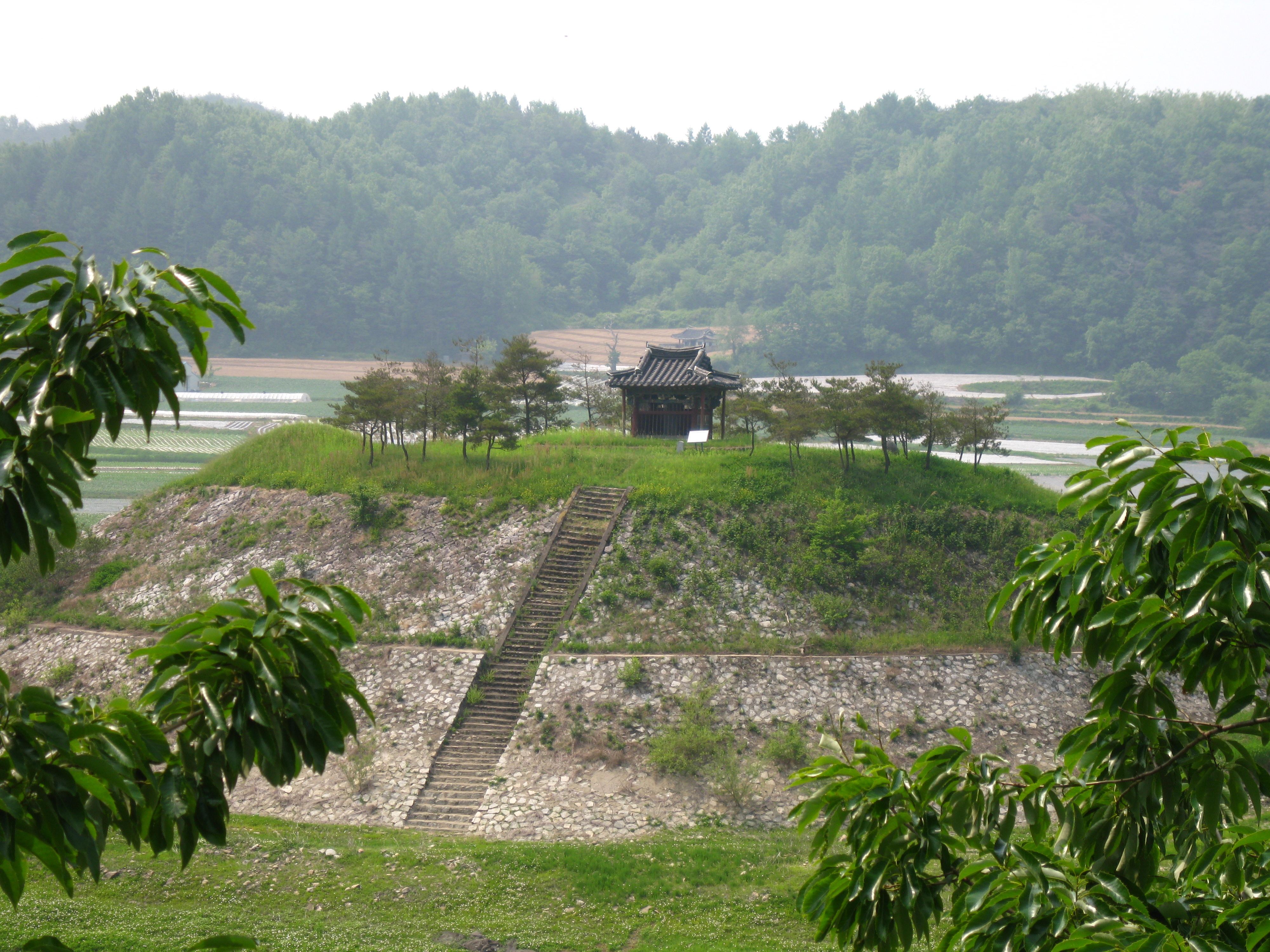
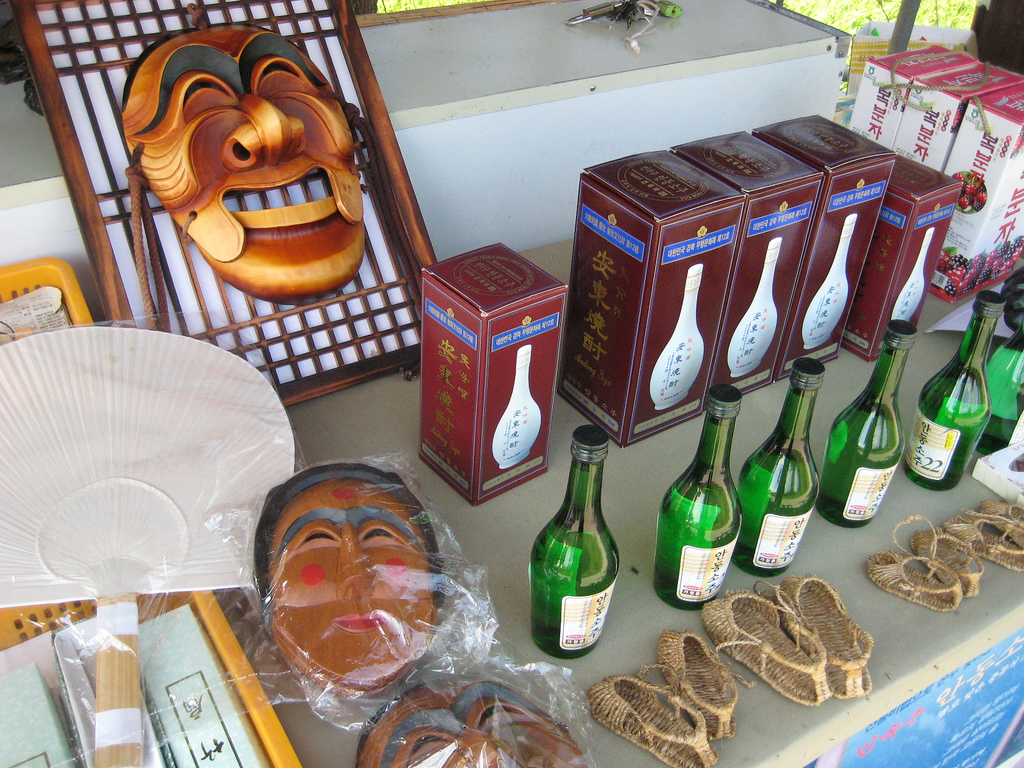

## توأمة
لآندونغ اتفاقيات توأمة مع:
- إيشيون

## أعلام
- لي جاي هيوك
- تشو ين جونغ
- فريدريك إف. هنري